# Anna Sieradzka
Anna Stanisława Sieradzka (ur. 29 kwietnia 1949, zm. 18 kwietnia 2023) – polska historyk sztuki, dr hab.

## Życiorys
28 października 1996 habilitowała się na podstawie pracy zatytułowanej Art Déco w Polsce. Europejskość i swojskość. Była zatrudniona na stanowisku profesora uczelni w Instytucie Historii Sztuki na Wydziale Nauk o Kulturze i Sztuce Uniwersytetu Warszawskiego.